# Винчина (департамент)
Департамент Винчина  (исп. Departamento de Vinchina) — департамент в Аргентине в составе провинции Ла-Риоха.
Территория — 10334 км². Население — 2731 человек. Плотность населения — 0,30 чел./км².
Административный центр — Вилья-Сан-Хосе-де-Винчина.

## География
Департамент расположен на северо-западе провинции Ла-Риоха.
Департамент граничит:
- на северо-западе — c Чили
- на северо-востоке — с провинцией Катамарка
- на востоке — с департаментом Фаматина
- на юго-западе — сдепартаментом Хенераль-Ламадрид

## Важнейшие населенные пункты[2]
| № | Населённый пункт          | Населённый пункт (исп.)    | Категория | Население чел. (2010) | На карте                        |
| - | ------------------------- | -------------------------- | --------- | --------------------- | ------------------------------- |
| 1 | Вилья-Сан-Хосе-де-Винчина | Villa San José de Vinchina | город     | 2401                  | 28°45′17″ ю. ш. 68°12′20″ з. д. |
| 2 | Хагуе                     | Jagüé                      | поселок   | 230                   | 28°39′37″ ю. ш. 68°23′23″ з. д. |